# 北会津町真宮
北会津町真宮（きたあいづまち まみや）は、福島県会津若松市の大字である。郵便番号は965-0101。

## 地理
会津若松市北西部の北会津地区（旧北会津郡北会津村域）に属する。東で真宮新町北、真宮新町南、南で北会津町蟹川、南西で北会津町下荒井、西で北会津町中里、北会津町石原、北会津町田村、北会津町和泉、北西で河沼郡会津坂下町開津、北で会津坂下町束原とそれぞれ隣接する。概ね町村制施行以前の北会津郡真宮村の流れを汲む地域である。北会津地区東部に位置し、一級水系阿賀野川水系阿賀川左岸流域の一角を範囲とする。1988年に真宮土地区画整理事業の完了に伴い、東側の区域が真宮新町北、真宮新町南へ分離新設された。中央部を東西に会津広域農道が横断し、会津大橋を経て会津若松市内へ接続されている。域内全域にわたり水田が広がり、集落が点在するが、北会津地区の他大字と同様に集落部に「字」が付かない住所表記がなされる。

### 主な字
字
- 家後
- 石畑
- 伊勢宮
- 稲荷宮
- 大堀端

- 狐塚
- 三百刈
- 下ノ宮
- 鈴ノ宮
- 鈴渕

- 礫ノ宮
- 礫分
- 南面
- 西面
- 東面

- 真渡
- 村中
- 村東
- 若宮

## 歴史
- 1875年8月12日 - 礫宮村と真渡村が統合され真宮村が発足する。
- 1879年1月27日 - 真宮村が福島県内における郡区町村制の施行により北会津郡の村となる。
- 1889年4月1日 - 町村制の施行により真宮村が周辺6村と合併し荒井村が発足する。旧真宮村域は荒井村の大字となる。
- 1953年4月1日 - 荒井村が舘ノ内村と合併して荒舘村が発足し、荒舘村の大字となる。
- 1956年5月1日 - 荒舘村が川南村と合併して北会津村が発足し、北会津村の大字となる。
- 2004年11月1日 - 北会津村が会津若松市に編入され、会津若松市の大字となる。

## 世帯数と人口
2024年1月1日現在の世帯数と人口は以下の通りである。
| 大字         | 世帯数 | 人口  |
| ------------ | ------ | ----- |
| 北会津町真宮 | 66世帯 | 203人 |

## 小・中学校の学区
市立小・中学校に通う場合、学区は以下の通りとなる。
| 番地 | 小学校                 | 中学校                   |
| ---- | ---------------------- | ------------------------ |
| 全域 | 会津若松市立荒舘小学校 | 会津若松市立北会津中学校 |

## 交通

### 道路
- 磐越自動車道（北端をかすめる。）
- 幹線一級市道29号
- 幹線一級市道35号
- 一般市道北3-51号（会津広域農道）

## 施設
- 会津若松市 北会津北部浄化センター
- 鈴渕多目的集会施設
- 鈴神社